# Hidropesia
Hidropesia, edema o retenció de líquid és l'acumulació de líquid clar en els teixits o cavitats del cos. No constitueix una malaltia independent, sinó un signe clínic que acompanya diverses malalties del cor, ronyons i aparell digestiu. Aquestes malalties posseeixen una íntima relació causa-efecte amb la hidropesia.

## Definició
La hidropesia és l'acumulació de líquid en el peritoneu, que és en el ventre, encara que també apareix en els turmells, canells, braços i coll. Aquest símptoma és conseqüència d'una deficiència en les funcions digestives o en les excretores dels ronyons o de la pell de la persona que en pateix. Si la quantitat de líquid retingut és elevada, es produeixen trastorns en el funcionament del cor i dels pulmons, a causa de la pressió que actua sobre aquests òrgans.
Quan la retenció d'aigua es produeix en el ventre (hidropesia o ascitis), pot ser motivada per tuberculosi, tumors de l'intestí, tumors de l'aparell genital femení, així com per diverses malalties o alteracions funcionals del cor, fetge i ronyons.
Quan l'acumulació de líquid es produeix en peus i cames (edema) es caracteritza per una inflor típica, encara que sense donar lloc a dolors de cap mena ni alterar el color habitual de la pell. Estrenyent sobre la zona afectada amb el dit, persisteixen durant diversos minuts unes marques característiques denominades fòvees. Són causes determinants d'aquesta malaltia (edema) les mateixes que produeixen la hidropesia, és a dir, trastorns circulatoris, malalties del cor, ronyons i fetge, deficiències de vitamines i mal funcionament del tiroide.

## El cor
La força de bombament del cor hauria d'ajudar a mantenir una pressió normal en els vasos sanguinis. Però si el cor comença a fallar (situació coneguda com a fallada cardíaca congestiva), la pressió canvia i pot causar una retenció d'aigua molt severa. En aquest estat la retenció d'aigua es pot veure sobretot en les cames, peus i turmells, però a més hi ha acumulació en els pulmons, la qual cosa produeix una tos crònica. Aquesta condició es tracta usualment amb diürètics, sense els quals la retenció d'aigua pot causar problemes respiratoris i pressió addicional sobre el cor.

## Els ronyons
Una altra causa de la retenció severa d'aigua és la fallada renal: els ronyons ja no són capaços de filtrar la sang i separar-se del fluid sobrant per a transformar-lo en orina. La malaltia renal comença sovint amb una inflamació, com en el cas de malalties tal com la síndrome nefròtica o lupus. Una vegada més, aquesta mena de retenció d'aigua es manifesta com a inflor de cames i turmells.

## Personatges històrics que van morir d'hidropesia
- Cassandre (grec: Κάσσανδρος, Kassandros Antipatros; h. 350-297 a. C.) rei de Macedònia (305-297 a. C.), va ser fill d'Antípater, i fundador de la dinastia antipàtrida, va morir d'aquesta malaltia l'any 297 a. C. Altres autors donen la data de 298 a. C.
- Al seu torn, el filòsof Heràclit va morir d'hidropesia en el 478 a. C.
- L'emperador romà Honori també va morir d'hidropesia en 423 d. C.
- Isabel I de Castella, va patir aquesta malaltia i en va morir.
- També la Reina Germana de Foix, va morir a causa d'aquesta malaltia a Llíria, València.
- Sant Antoni de Pàdua també va emmalaltir d'hidropesia i el 13 de juny de 1231 va morir a 35 anys en el convent de les Clarisses Pobres a Arcella en el camí de retorn a Pàdua.
- Miguel de Cervantes va morir per hidropesia el 23 d'abril de 1616 a Madrid.
- El soldà Solimà el Magnífic (1494-1566), després d'un llarg patiment hi va sucumbir.
- Manuel Belgrano (1770-1820), el creador de la bandera de l'Argentina, va morir d'hidropesia a l'edat de 50 anys, el 20 de juny 1820.[3]
- Alexandre Farnese (duc de Parma) que va morir el 3 de desembre de 1592 d'hidropesia a la ciutat d'Arres.
- Alfons III de Catalunya-Aragó, fill de Jaume II i Teresa d'Entença (hereva del comtat d'Urgell). Alfons va regnar fins al 27 de gener de 1336. La mort del monarca, causada per hidropesia (pròleg, 6; Pere III, 1971:1006), porta a Pere III de Catalunya i IV d'Aragó al tron als 17 anys.